# Illan Meslier
Illan Stéphane Meslier (Lorient, 2 de março de 2000) é um futebolista profissional francês que atua como guarda-redes. Atualmente joga pelo Leeds United, clube do Championship.

## Infância
Illan Stéphane Meslier nasceu a 2 de março de 2000 em Lorient, Bretanha.

## Carreira

### Lorient

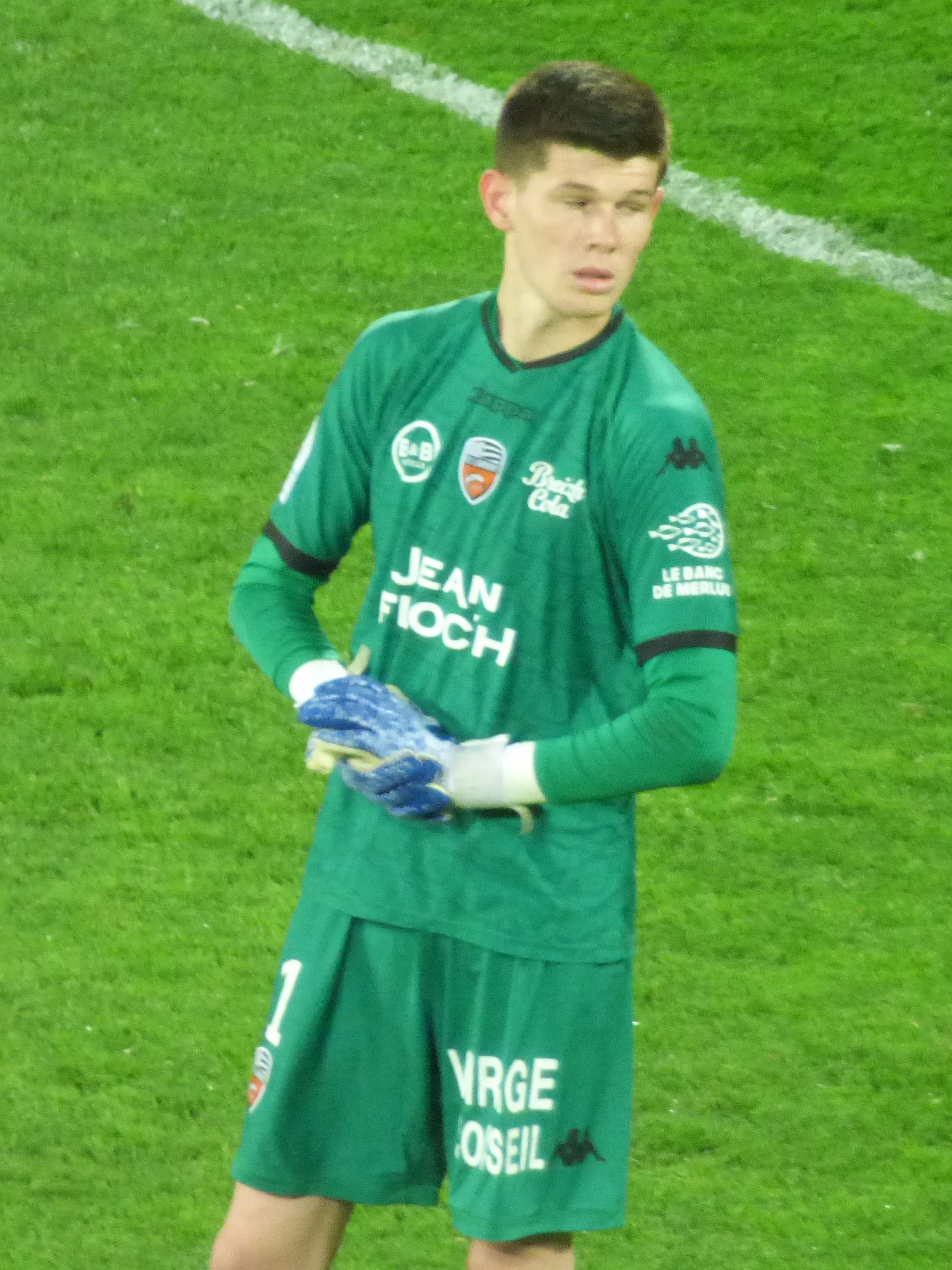
Meslier a jogar pelo Lorient, 2019

Meslier começou a jogar futebol no ES Merlevenez, o seu clube local, com 6 anos de idade. Aos 9 anos, após uma boa exibição frente ao Lorient, juntou-se à academia dos Merlus. A 1 de fevereiro de 2018, assinou o seu primeiro contrato profissional com o Lorient. Em julho de 2018, o clube rejeitou uma proposta de 10 milhões de euros do AS Monaco, da Ligue 1, pelo jovem guarda-redes. Illan também atraíu interesse do Chelsea, da Premier League.
Meslier permaneceu no Lorient e, a 14 de agosto de 2018, fez a sua estreia profissional pela equipa principal, às ordens do treinador Mickaël Landreau, numa vitória por 1–0 sobre o Valenciennes, na Coupe de la Ligue. Illan não sofreu quaisquer jogos nos seus 5 primeiros jogos pela equipa, sendo apenas batido na sua 6ª partida, frente ao Paris FC. A 22 de fevereiro de 2019, defendeu um penálti de Manuel Perez aos 93 minutos, garantindo uma vitória por 1–0 sobre o Clermont. Na temporada 2018–19, Meslier tornou-se o guarda-redes titular do Lorient, totalizando 30 jogos pelo clube em todas as competições, 11 deles sem sofres golos. Muito graças às suas exibições, o clube terminou em 6º lugar na Ligue 2, falhando apenas a qualificação para os play-offs de promoção por apresentar uma diferença de golos inferior ao Lens.

### Leeds United

#### 2019–20
A 8 de agosto de 2019, Meslier assinou pelo Leeds United, do Championship, por empréstimo até ao final da temporada 2019–20, com opção de compra para o clube inglês. O guarda-redes titular dos Whites era Kiko Casilla, com Illan e Kamil Miazek a competirem por um lugar no banco de suplentes. O francês ganhou reputação de especialista em penáltis após, no mês de dezembro, defender 3 grandes penalidades pelos Sub-23 do Leeds.
A 4 de janeiro de 2020, o treinador Marcelo Bielsa anunciou que Meslier faria a sua estreia pelo clube a 6 de janeiro, numa partida da FA Cup contra o Arsenal, da Premier League. Embora o Leeds tenha sido derrotado por 1–0, Illan teve um desempenho impressionante, recebendo elogios pelas suas defesas e capacidade de distribuição de bola. A 29 de fevereiro, o jovem fez a sua estreia no Championship, numa vitória por 4–0 no terreno do Hull City.
Meslier terminou a temporada como titular, após Casilla receber uma suspensão de 8 jogos. Nas suas 10 partidas no Championship, Illan não sofreu golos em 7 deles, ajudando o Leeds a sagrar-se campeão e a garantir a promoção à Premier League.

#### 2020–21
A 23 de julho de 2020, o Leeds United contratou Meslier permanentemente, por uma taxa de 5 milhões de libras, com o francês a assinar um contrato de 3 anos. A 12 de setembro, Illan fez a sua estreia na Premier League, na primeira jornada da temporada 2020–21, frente ao campeão em título Liverpool, em Anfield; o Leeds foi derrotado por 4–3. A 28 de setembro, Meslier foi eleito Homem do Jogo numa vitória por 1–0 sobre o Sheffield United, em Bramall Lane, onde demonstrou reflexos notáveis em diversas defesas.
A 23 de fevereiro de 2021, Meslier tornou-se o primeiro guarda-redes com menos de 21 anos a registar 11 jogos sem sofrer golos numa só temporada de Premier League.

#### 2021–22
A 13 de agosto de 2021, Meslier renovou contrato pelo Leeds United até 2026.

#### 2022–23
A 29 de outubro de 2022, Meslier foi eleito Homem do Jogo numa vitória por 2–1 no terreno do Liverpool, após fazer 9 defesas para garantir 3 pontos que tiraram os Whites da zona de despromoção. A 4 de janeiro de 2023, Illan fez a sua 100ª partida pelo Leeds, num empate por 2–2 com o West Ham, em Elland Road.

## Carreira Internacional
Internacionalmente, Meslier representou a França a nível Sub-18, Sub-19, Sub-20 e Sub-21.
Em maio de 2019, participou no Mundial Sub-20 de 2019, onde fez 2 jogos a titular.
Em novembro de 2019, Meslier foi convocado pela Seleção Francesa Sub-21. A 19 de novembro, não saiu do banco numa derrota por 3–1 frente à Suíça. Em agosto de 2020, foi novamente convocado, para jogos frente a Geórgia e Azerbaijão. Fez a sua estreia pelos Sub-21 franceses a 31 de maio de 2021, nos quartos-de-final do Euro Sub-21 de 2021, numa derrota por 2–1 frente aos Países Baixos.

## Estilo de Jogo
Devido à sua aparência e estatura física, o estilo de jogo de Meslier já foi comparado ao do guarda-redes belga Thibaut Courtois.

## Estatísticas de Carreira
- Atualizado até 30 de abril de 2023

| Clube               | Temporada         | Campeonato             | Campeonato | Campeonato | Taça  | Taça  | Taça da Liga | Taça da Liga | Outros | Outros | Total | Total |
| Clube               | Temporada         | Liga                   | Jogos      | Golos      | Jogos | Golos | Jogos        | Golos        | Jogos  | Golos  | Jogos | Golos |
| ------------------- | ----------------- | ---------------------- | ---------- | ---------- | ----- | ----- | ------------ | ------------ | ------ | ------ | ----- | ----- |
| Lorient II          | 2017–18           | Championnat National 2 | 16         | 0          | —     | —     | —            | —            | —      | —      | 16    | 0     |
| Lorient II          | 2018–19           | Championnat National 2 | 1          | 0          | —     | —     | —            | —            | —      | —      | 1     | 0     |
| Lorient II          | Total             | Total                  | 17         | 0          | 0     | 0     | 0            | 0            | 0      | 0      | 17    | 0     |
| Lorient             | 2018–19           | Ligue 2                | 28         | 0          | 0     | 0     | 2            | 0            | —      | —      | 30    | 0     |
| Leeds United (emp.) | 2019–20           | Championship           | 10         | 0          | 1     | 0     | 0            | 0            | —      | —      | 11    | 0     |
| Leeds United        | 2020–21           | Premier League         | 35         | 0          | 0     | 0     | 0            | 0            | —      | —      | 35    | 0     |
| Leeds United        | 2021–22           | Premier League         | 38         | 0          | 1     | 0     | 3            | 0            | —      | —      | 42    | 0     |
| Leeds United        | 2022–23           | Premier League         | 34         | 0          | 3     | 0     | 1            | 0            | —      | —      | 38    | 0     |
| Leeds United        | Total             | Total                  | 117        | 0          | 5     | 0     | 4            | 0            | 0      | 0      | 126   | 0     |
| Total de Carreira   | Total de Carreira | Total de Carreira      | 162        | 0          | 5     | 0     | 6            | 0            | 0      | 0      | 173   | 0     |

## Títulos
Leeds United
- Championship: 2019–20[39], 2024–25

Individual
- Jovem Jogador do Ano do Leeds United: 2020–21[40]